# レオポルド美術館
レオポルド美術館 (Leopold Museum) は、オーストリアのウィーンのミュージアムクォーターにあり、オーストリアの現代美術の膨大なコレクションの一つが収蔵されている美術館である。ここにはエゴン・シーレ、グスタフ・クリムト、オスカー・ココシュカ、そしてリヒャルト・ゲルストルらの作品がある。エゴン・シーレのコレクションは世界で最大のものである。
50年以上にわたりエリザベスとルドルフ・レオポルト夫妻により収集された5,000点以上の作品は、オーストリア共和国とオーストリア銀行の協力で、レオポルト美術館財団が管理することになった。レオポルト美術館は、2001年に開館した。
収蔵品の中心をなしているのは、20世紀前半のオーストリアの美術作品で、この中にはエゴン・シーレやグスタフ・クリムトの主要な絵画やデッサンが含まれ、オーストリアのウィーン分離派、アールヌーボー、ユーゲントスティル運動から表現主義への流れを見ることができる。歴史的な文脈では、10世紀、20世紀のオーストリアの主だった芸術の流れが展示されている。 

## 論争
2012年、「ヌード・メン」展の3人のサッカー選手が靴と靴下だけ身に着けて、サッカー場で仁王立ちになっている写真のポスターが、性器を直接描いているということで物議をかもし、美術館側は下半身の部分に赤い太いラインを入れて隠蔽するという措置を取った。オリジナルの写真は美術館で見ることができる。開催は、2012年10月19日から2013年1月28日までである。